# Кефалотири
Кефалотири је тврди, слани жути сир који се прави од овчијег или козјег млека у Грчкој и на Кипру, иако се сличан сир кефалогравијера прави од крављег млека или од мешавине овчијег и крављег млека понекад се продаје ван земље. У зависности од мешавине млека која се користи у производњи, сир варира између жуте и беле боје.
Пошто је веома тврд кефалотири се једе такав какав јесте, пржен у маслиновом уљу да постане саганаки или се додаје храни као што су шпагети, месо или кувано поврће. Кефалотири је популаран сир који вуче корене из византијског доба. Налази се у неким гурманским или специјализованим продавницама у Сједињеним Америчким Државама и у другим негрчким земљама. Кефалотири сазревају након два до три месеца, стари годину дана или више сувљи су и јачег укуса, а једе се или као предјело уз узо или нарени дан преко друге хране.